# Tratatul de la Timișoara
Tratatul de la Timișoara este acordul de înțelegere, cooperare și bună vecinătate încheiat între România și Republica Ungară la Timișoara pe 16 septembrie 1996.
A fost semnat de miniștrii de externe László Kovács și Teodor Meleșcanu.